# Tocandira
Tocandira é um distrito do município brasileiro de Porteirinha, no interior do estado de Minas Gerais. Segundo o censo demográfico de 2022, realizado pelo Instituto Brasileiro de Geografia e Estatística (IBGE), sua população era de 2 245 habitantes e havia 823 domicílios particulares permanentes ocupados. Possui área de 336,99 km² conforme a Fundação João Pinheiro (FJP). Foi criado pela lei estadual nº 6.769 de 13 de maio de 1976.
De acordo com o IBGE, em 2010 a população era de 2 842 habitantes e havia 1 011 domicílios particulares.
O distrito é atravessado em sua grande parte por uma ferrovia, a Linha do Centro da antiga Estrada de Ferro Central do Brasil, onde atualmente se encontra concedida ao transporte de cargas. A estação ferroviária da localidade foi inaugurada em 1947, mas com o fim do transporte de passageiros, na década de 1990, o prédio ficou abandonado.